# サマータイムレンダ
『サマータイムレンダ』（英語表記：Summer Time Rendering）は、田中靖規による日本の漫画。和歌山県和歌山市の離島を舞台としたSFサスペンス。ウェブコミック配信サイトおよびスマートフォンアプリ『少年ジャンプ+』（集英社）にて、2017年10月23日から2021年2月1日まで毎週月曜日に配信された。
連載完結後、さらにメディアミックスとしてアニメ化、リアル脱出ゲーム化、実写化の3つの計画が発表され、続いてコンシューマゲーム化の予定も発表された。また、2022年4月14日・15日には本編のその後を描いたスピンオフ作品『サマータイムレンダ2026 未然事故物件』が『少年ジャンプ+』に掲載された。

## 執筆
『赤マルジャンプ』（同社刊）の2008年WINTER号に読み切りとして掲載された田中の自作『ジャメヴ』をベースとしており、ドッペルゲンガーを題材としていた同作の設定に、コンピュータゲームから触発されたループものの要素と、物語の舞台を田中の故郷である和歌山県を舞台にするという設定を加えることでリブートとした。物語の舞台を和歌山としたのは、田中がコミカライズを手掛けたゲーム『ガイストクラッシャー』のテレビアニメ版の打ち上げの席で同郷の声優である小西克幸と意気投合し、小西から提案されたことがきっかけ。なお小西は、後の2022年に本作がテレビアニメ化された際、登場人物の1人である雁切真砂人役を演じている。
田中は物語の結末を構想段階から決め、ループの周回ごとに起こる主要な出来事を記したフローチャートを準備して執筆に臨んだものの、執筆時の勢いを重視し、細部の展開やキャラクターの設定などは執筆途中で変更することもあったという。線描はペン入れを行わない鉛筆描きで、アシスタントも置かない環境で制作されている。
タイトルの「レンダ」はコンピュータ用語の「レンダリング」に由来。

## あらすじ
2018年7月22日。網代慎平は幼馴染・小舟潮の訃報を聞き、葬儀に参列するために2年ぶりに生まれ育った故郷・日都ヶ島（ひとがしま）に戻る。
潮は海の事故で亡くなったと聞いていたが、居合わせた親友の話では潮の死には不可解な点があり、他殺の可能性が浮上する。
その背後に見え隠れするのは、日都ヶ島に昔から伝わる「影」の存在。
『「影」を見た者は死ぬ』──｡
翌日、突如として島民一家が姿を消した。

## 登場人物
声の項はテレビアニメ版の声優。

### 主要人物
本作は物語の視点人物である網代慎平と、戦う力を持ったスーパーヒロインであるウシオ（小舟潮の影）のバディものとして描かれており、二人一組での主人公となっている。
網代 慎平（あじろ しんぺい）
声 - 花江夏樹
少年。17歳。中学の卒業式を期に東京へ行ったが、幼馴染の小舟潮の葬儀に参列するため、2年ぶりに故郷の日都ヶ島へ戻る。カナヅチで泳げない。
元々は方言だったが東京での暮らしから標準語を話す。
帰郷の旅の途中、夢の中に現れたウシオからハイネの右目を継承し、自身の死をトリガーとして意識が過去へとタイムリープするループ能力を制限付きで使えるようになる。
幼少期（物語開始時点の10歳）に両親を事故で失い、母・暁美の縁で小舟家に迎えられた過去があり、潮と澪は義理の兄妹にあたる。
基本的には普通の少年ではあるが、「フカン（俯瞰）」と称して動揺で余裕を失いそうなときに三人称視点を想像して状況を客観視する習慣があり、それを用いた思考の冴えが劇中における大きな武器となる。料理を得意としており、調理師専門学校に通う。小説を愛好し、特に作家の南雲竜之介を敬愛している。
最後の戦いでは勝利するも肉体は致命傷で、「影」として消えるウシオと共に死を免れ得ない状況だった。最後にはウシオの力によるものか気がつくと本編開始時の場面へと戻っていたが、そこは「影」にまつわる出来事がなかったことになった世界（以降「再構築された世界」と表記）で、目覚めた後は再構築された世界での意識に統合され、それまでの記憶は夢のように曖昧になっていたが、潮と再会して交流を重ねたことで改めて思い出した。
ウシオ
声 - 永瀬アンナ
小舟潮の「影」で本作のヒロイン。当初は自分が影である記憶を失っており、人間の小舟潮だと思い込んでいる。慎平と行動を共にするにつれて記憶を取り戻すが、以降も潮として行動し、影の能力を操り慎平をサポートする。影としての能力と弱点との兼ね合いもあって、潮が死亡した時に着ていた水着を「戦闘服」と称して常用する。特殊な能力の一つとして、髪を操って武器とすることができる。
慎平のタイムリープに追従して時間遡行できるタイムトラベルの能力を持ち、3周目で出会って以来は常に慎平と行動を共にする。影としての実体ごと移動するため、前のループでの損傷などは持ち越してしまう。
漫画では当初、人間の小舟潮と区別するため、他の影同様に片仮名表記で「ウシオ」と仮称されるが、やがて慎平は「こいつは潮」と認識している自分に気が付いて考えを改めるようになり、人間の小舟潮と区別せず、漢字に平仮名のルビで「潮」と表記されるようになる。
シデとの最終決戦を終えた後、ヒルコの願いに応じて物語の発端となった300年前のヒルコを消し去り、本編開始直前の時間軸のひづると慎平に伝言を残して消滅した。
小舟 潮（こふね うしお）
声 - 永瀬アンナ
故人。金髪で青い目の少女。誕生日は7月24日。
慎平とは同い年の17歳で、義理の兄妹にあたる。曲がったことが嫌いで気が強く、すぐ手が出るタイプ。慎平とは両想いであったが、互いにそのことを伝えられないまま喧嘩別れし、気まずい間柄になっていた。夏休みに起きた日都ヶ島での海難事故で、小早川しおりを救命した際に命を落とす。
再構築された世界では生存しており、慎平は潮から帰ってくるよう連絡を入れられたことが理由となって帰郷した。また、ウシオの記憶を慎平と同じような状態で受け継いでいた。
影としての潮については「#ウシオ」の項を参照。

### 日都ヶ島の住民達
小舟 澪（こふね みお）
声 - 白砂沙帆
潮の実妹。姉と同じ高校に通う1年生。潮と違い、黒髪。肌が褐色なのは日焼けである。運動神経に優れ、水泳部に所属する。物語冒頭では姉が亡くなった直後だが、持ち前の笑顔で努めて明るく振る舞う。義兄である慎平に恋愛感情を抱いている。
影のミオについては「#ミオ」の項を参照。
菱形 窓（ひしがた そう）
声 - 小野賢章
慎平とは幼馴染で親友。潮たちと同じ高校に通う高校3年生。
日都ヶ島唯一の病院「菱形医院」の長男。正義感が強く、自身も将来は医療の道を志すが、医師である父・青銅のことを苦手としている。事故の際に潮の救命措置を行ったものの、助けられなかったことを強く悔やんでいる。
澪のことが好き。
菱形 朱鷺子（ひしがた ときこ）
声 - 河瀬茉希
窓の実妹。高校1年生。頭脳明晰で成績は学年トップだが、体が弱く運動は苦手。同じ高校に通う澪とは幼馴染で親友関係。常に澪のことを気にかけている。
南方 ひづる（みなかた ひづる）
声 - 日笠陽子
正体不明の作家・南雲竜之介として執筆活動をしている女性。超然とした雰囲気の人物で、とある事件の後から島を離れて暮らしていた。
知らぬ間に録音されたボイスレコーダーのメッセージに導かれ、14年ぶりに日都ヶ島を訪れる。「南雲竜之介」の熱烈なファンである慎平からは「南雲先生」と呼ばれる。
「影」と戦う準備を整えており、事情を知る根津と合流して行動していたが、メッセージの中で名前を出されていた人物である慎平と出会い、共闘することとなる。実は島へ向かう船に乗り合わせていて接点を持っていたが、その時はお互い事情を知るよしもなかった。
再構築された世界では、慎平が初対面のはずのひづるを「南雲先生」と呼んでしまったことで疑いを持ち、「夢の中で知った」という話を慎平から聞き出すことになった。
南方 竜之介（みなかた りゅうのすけ）
声 - 三瓶由布子
故人。ひづるの実弟で、14年前に日都ヶ島で起きたとある事件の被害者。姉のひづるとは準一卵性双生児の関係にある。
再構築された世界では死亡することなく、年相応に成長して島で暮らしており、娘をもうけている。
ひづるの別人格としての竜之介については「#竜之介」を参照。
小早川 しおり（こばやかわ しおり）
声 - 釘宮理恵
日都ヶ島小学校に通う小学3年生の女児。両親は「コバマート」というスーパーを経営している。夏休みの海水浴で溺れたところを潮に助けられるが、それ以降、口が聞けなくなっている。
実は物語開始時点において既に殺害されてシオリに成り代わられており、故人。
再構築された世界では生存している｡「#シオリ」の項も参照。
根津 銀次郎（ねづ ぎんじろう）
声 - 浦山迅
日都ヶ島に住む老年の男性で猟師。ひづるの協力者で、「影」の存在を前々から認知しており、本編開始前から密かに何度も影を葬っている。
銃の扱いに長けており、猟銃を主な武器として使う他、影に有効な武器として改造ネイルガンを所持している。
凸村 哲（とつむら てつ）
声 - 上田燿司
日都ヶ島の駐在所に勤務する警察官。警察官らしからぬフランクで軽薄な性格。
小舟家の母方の親戚で、主人公らとは付き合いの多かった島民の一人。
スマホでエロサイトを見るのが日課。
雁切 真砂人（かりきり まさひと）
声 - 小西克幸
日都神社の宮司。島の祭祀を取り仕切る雁切家の当主。物腰は柔らかいが、なにかと話が長い。ゲームが好き。
「#シデ」の項も参照｡
菱形 青銅（ひしがた せいどう）
声 - 大塚明夫
窓と朱鷺子の父で、日都ヶ島唯一の病院である菱形医院の院長。厳格な雰囲気の人物。

### 影
この作品における敵と言える存在。
人間の姿や記憶をコピーして本人に成りすまし、本人を殺害してなり替わろうとする怪物たち（ドッペルゲンガー）。コピー元である人間と区別する場合、漫画のふきだし内では名前を片仮名、または漢字表記に片仮名のルビで表記される。
ミオ
声 - 白砂沙帆
小舟澪の影。人間の澪とは異なり、表情が少ない。冷徹で残忍な性格で、ハイネの命令に従い幾度となく慎平たちを窮地に追い込む。澪をスキャンしたときの服装であるセーラー服をいつも着ており、武器として主に包丁を常用する。
物語の中盤で慎平たちに捕獲され、ウシオの能力でハイネとの繋がりを切られて懐柔され、味方となる。味方となって以降は影としての能力で戦いつつ、クールで辛辣な態度で、いつまでも進展しない人間の澪と慎平の関係に横から指摘を挟む。
シオリ
声 - 釘宮理恵
小早川しおりの影。他の影とはどこか異なっている。
潮としおりを事故に見せかけて殺害し、物語開始時点において既にしおりに成り代わっている。正体はハイネの変身した姿。
テツ
声 - 上田燿司
凸村哲の影。慎平が来た日の夜に家の前に立つミオを本人だと思い声をかけた凸村をミオが殺し、作り出された影が死体を消したことで生まれた。本人に合わせテンションが高めで、次の日喫茶店で潮が助けたしおり一家が消えた事を伝え、それを聞いて飛び出した澪や慎平を見て舌打ちした・・・が、ループした慎平が二度目にその光景を見て、携帯の着信で殺された事で再度ループし、慎平が凸村を助ける行動（嘘の通報で家から遠ざけた）を取った為再度生まれたかは不明。
ハイネ
声 - 久野美咲
影たちから「オカアサン」と呼ばれる、日都ヶ島の影たちの始祖的な存在。和服を着た少女の姿をしている。後述のように右目を失っており、右目には包帯を巻いて隠している。
慎平のループ能力の本来の持ち主だが、その力の源である右目を失っている。失った力を補うために大勢の人間の生贄を必要としている。
最終決戦にてシデに裏切られ、シデの手刀によって消滅する｡
シデ
声 - 小西克幸
四本の腕を持つ正体不明の影。本作の全ての黒幕｡
実は純粋な影ではなく、影を鎧のように身にまとった人間。シデが何者であるかは物語中盤の謎として伏せられ、慎平らは時に推理を誤りながらもその正体や目的に迫っていく。テレビアニメ版のエンドクレジットでは当初、モザイク処理によって演じる声優が伏せられ、正体の一端が明かされる第18話のエンディング途中でモザイクが解除される演出が用いられた。
常世での最終決戦では慎平とウシオを追い詰め圧倒するが、慎平が放ったハッキング弾に撃たれ、オリジナルとのペアリングが切れ完全に消滅する｡
再構築された世界では普通に生きているものの、完全に前の世界の出来事を忘れ去っている。
ローゼンクランツ、ギルデンスターン
影の協力者となった朱鷺子によって使役される2体の影で、巨大な赤子の姿をしている。朱鷺子の命令に従うほか、人間が内部に乗り込んで「シンクロ」することにより、内側から自由に操ることもできる。
命名は朱鷺子の趣味で、愛称はロズ、ギル。なおローゼンクランツとギルデンスターンはシェイクスピアの劇『ハムレット』の登場人物の名前。
竜之介（リュウノスケ）
声 - 日笠陽子、三瓶由布子
南方竜之介の影。人間に対して友好的で、ハイネやシデに与する影とは敵対する。14年前に影として生まれた直後、身体を失い、データのみの存在となってひづるの精神に複写され、ひづるの別人格として振舞うようになる。ひづるが後ろ髪を縛ることで、それを合図に表出し、髪をほどくことでひづるの人格へと交代する。
イレギュラーな存在として生まれた際に「時間の座標がズレた」ことで2秒先の世界に居る存在となっており、常に未来視を行うことができる。影としてのコピー能力を応用して見たことがある武術を正確に物真似したり、肉体の限界を無視して超人的な反射神経で動くことができる。
人間としての南方竜之介と明示して区別する場合、片仮名で「リュウノスケ」と表記される場面もあるが、通常は区別されず、漢字に平仮名のルビで「竜之介」あるいは「竜之介の影」と表記される。本人は慎平との初対面の際、ひづるの筆名である「南雲竜之介」を名乗っている。
ひづるの死亡時に慎平へと託され、以降はその能力を使って最後まで慎平と共に戦った。
シデとの最終決戦後は波稲と約束を交わしながら､ヒルコの消滅と共に消える｡
シンペイ
声 - 花江夏樹
慎平の影。偽主人公として、慎平と入れ替わったことを伏せたまま信頼できない語り手として読者を欺いたり、他の登場人物たちを欺いて罠にかけたりする。慎平の持つ「フカン」の習慣も再現されているため同様の思考力を発揮でき、慎平の思考を予測して先手を打つことができる。物語の序盤ではシオリの「コドモ」として登場し、物語の終盤ではハイネの変身した姿として再登場し、慎平との知恵比べを演じる。

### 過去の人々
回想などに登場する人々。
波稲（はいね）
声 - 久野美咲
故人。江戸時代、当時の日都ヶ島に住んでいたとある漁師の娘。劇中でフルネームで呼ばれる場面はないものの、姓は雁切。
ハイネのコピー元となった人物であり、物語の発端となる出来事と結末に関わる。
常世での最終決戦では姿を現し、慎平とウシオに協力し、支援する。その後はヒルコの消滅と共に消えるが、再構築された世界では、南方竜之介の娘（ひづるの姪）・南方波稲として転生する｡
影であるハイネについては「#ハイネ」の項を、『サマータイムレンダ2026』に登場する南方波稲については「#サマータイムレンダ2026」を参照。
菱形 紙垂彦（ひしがた しでひこ）
声 - 小西克幸
江戸時代の人物で、菱形家と雁切家の共通の先祖。菱形医院を創設した初代院長であり、日都神社の祭祀を取り仕切る人物でもあった。
家系図の上では、青銅、窓、朱鷺子は紙垂彦の兄の子孫に当たり、真砂人は紙垂彦から6代後の直系の子孫（=昆孫）となる。
網代 透（あじろ とおる）
声 - 渡部俊樹
故人。慎平の父。水中考古学者。事故で妻・暁美と共に死亡したとされているが、実は影に関わったことが死因となっていた。
再構築された世界では共に生存している｡
網代 暁美（あじろ あけみ）
声 - はやしりか
故人。慎平の母。アランの妻・琴子とは大学時代からの親友。その縁で亡き後、幼い慎平は小舟家に引き取られる。夫・透と共に事故で死亡したとされている。
再構築された世界では共に生存している｡

### 日都ヶ島の人々
小舟 アラン（こふね アラン）
声 - 玄田哲章
日都ヶ島でレストラン「洋食コフネ」の店主。フランス出身の男性。琴子という日本人の妻との間に潮と澪をもうける。澪を出産後に妻を失っている。両親を事故で失った慎平を里親として迎え入れる。
浜路 俊（はまじ しゅん）
声 - 中臣真菜
日都ヶ島小学校に通う小学5年生の男児。土産店「商店はまじ」の息子。しおりの友人。
浜路 あかり（はまじ あかり）
声 - はやしりか
俊の妹。5才。しおりの友人。
灯台 照（とうだい てる）
声 - 弘松芹香
日都ヶ島小学校に通う小学3年生の男児。カフェ「灯台」の一人息子。しおりの友人。
小早川 朝子（こばやかわ あさこ）
声 - 山本亜衣
しおりの母親で、ひづるや（生前の）南方竜之介の友人。旧姓は磯兼（いそかね）。
14年前のひづるの回想などに磯兼朝子として登場する。物語開始時時点では既に殺害されて影に成り代わられており、故人。影であるアサコは夫のタツオと共に、シオリやシデの配下として登場し、幾度も竜之介と交戦する。
再構築された世界では生存している｡
小早川 達夫（こばやかわ たつお）
声 - 細川祥央
スーパー「コバマート」の店主で、しおりの父親。本物の達夫は14年前のひづるの記憶の中に登場。物語開始時時点において既に殺害されて影に成り代わられており、故人。影であるタツオは妻のアサコと共に、シオリやシデの配下として登場する。
再構築された世界では生存している｡

## 設定

### 舞台
物語の舞台となる離島「日都ヶ島」のモデルは和歌山県和歌山市の紀淡海峡に所在する友ヶ島とされ、現実には無人島である友ヶ島が、もしも人の暮らす有人島であったならどんな島であっただろうか、という空想を膨らませながら舞台を設定したとされる。
劇中の日都ヶ島は和歌山県和歌山市の紀淡海峡に所在する人口700人程度の島と設定され、集落は和歌山市加太地区や香川県高松市男木島をモチーフにして描かれている。日都ヶ島の位置は現実の友ヶ島と同じ位置に設定されており、地名には「タカノス山」「虎島」など、現実の友ヶ島上の地名が使われている。

### 作中用語
コピー
影の能力。後述の「スキャン」したデータを「プリント」する一連の動作がコピーとなる。
スキャン
影の能力。影が自らを発光させ、対象物を読み取ることができる。被写体の構造の複雑さによりスキャンにかかる時間が異なり、スキャン中は身動きが取れなくなる（人体で数秒間）。スキャンの精度は非常に精巧で、生体であれば容姿はもちろん内臓やDNA、記憶までも正確に読み取ることができる。なお、何もスキャンせずに体を発光させ、照明代わりとすることも可能。
プリント
影の能力。スキャンで読み取ったデータを元に影（立体）を作り出す。生体だけでなく、機械、気体、液体に至るまで、あらゆるものを作り出すことができる。ただし、機械などは元となるオリジナルを「消去」しなければ使用することができない。
消去
影の能力。スキャンやコピー後に元となったオリジナルを消すことをいう。消去すると「バチュッ」という音と共にオリジナルは消え、その物体の影が黒いシミとしてその場に残る。また、コピーした機械はオリジナルを消去しなければ使用することができず、人間をコピーして生まれた影は1週間以内にオリジナルを消去しなければ存在することができなくなる。
ヒルコ様
日都ヶ島北部に位置する「日都神社」に祀られている神様。海から漂着して島に豊穣をもたらし、1732年の享保の大飢饉から島を救ったとされ、日本神話の蛭子命と同一視されてそのように呼ばれる。地元民は神社のことを愛称で「ヒルコ様」と呼ぶ。

### “影”の設定
- 影の本体は人の方（以下「立体」）ではなく、地面に落ちる影（以下「平面」）であるため、肉体は大きく損傷してもすぐに回復できる。しかし、本体である平面が傷つくと影の「データ」が損傷してしまう。治癒するにはオリジナルを再度スキャンする必要がある。
- 平面の方に致死的なダメージを受けると、その影は死ぬ。死んだ影のオリジナルが存命していれば、その人間には「免疫」ができ、コピーは二度と生まれない。
- 平面を釘や杭などで3ヶ所打ち付けることができれば、その影はその場に縫い付けられ身動きがとれなくなる。
- 影は平面に潜り高速で移動することができる。その際、狭い隙間や壁を垂直に移動することも可能。ただし、立体を羽交い締めにされると、その影が掴まれている間は平面に潜ることができなくなる。
- 影の母であるハイネは何度でも影を生み出すことができる（コドモ）。また、コドモは一度だけ影を生み出すことができる（マゴ）。マゴは影を生み出すことができない。影が別の影を生み出すことを「分娩」と呼ぶ。
- 影自身が別の人・物体になること（変身）はコドモ、マゴに限らず何回でも可能。
- ハイネはテレパシーを使うことができるので、短い内容であれば大勢のコドモらに直接指示を与えることができる。また、コドモも情報共有手段として、他の影や人間に触れることで自身の記憶を与えることができる。
- 人に変身した影は年月と共に経年劣化していき、幼児の姿へ退行したり形が崩れて異形の姿になったのち、最終的に「泥」となり消滅する。
- 影自身の体の一部（例：髪の毛）を使ってプリントすることもできる。その場合、コピー品が元となった影自身から50メートル程度離れると消失してしまう。
- 機械をコピーすることも可能だが、電気やガスなどエネルギーを消費して使用するものはオリジナルを消去しなければ単なる物体でしかなく、使用することはできない。例えば、弾丸を装填した銃をコピーして使用し、弾丸を使い切ったとしても、消去後に再度プリントすることで再び弾丸を撃つことができる。これは電気やガスといったエネルギーの消耗に対しても同様である。

## スピンオフ・番外編

### 「記録」シリーズ
本編のWeb連載期間中、臨時の休載時などに「記録」のタイトルで不定期連載された設定資料集。劇中に登場するフライヤーや写真、登場人物が記した体裁の覚え書きや日記や手紙や家系図、登場人物が閲覧している架空のWebサイト、その他人物や道具などの設定資料や、劇中で言及される実在の事物に関するトリビアなど、多岐にわたる内容が掲載されている。
原作者の田中によれば、これらはホラーゲームにみられるフレーバーテキストからインスパイアされたもので、作品世界に生活感を漂わせたり、断片的な情報から全体像を推理する楽しみを提供する意図があるとされる。登場人物である小早川しおりが生前に執筆した絵日記という体裁で書かれた記録は、生々しさを出すためにしおりと同じ年頃である田中の実娘が代筆したという。
これらの内容は、本編の単行本では巻末や表紙カバー下などに収録された。また、テレビアニメ版では、断片的な内容がオープニング映像に挿入された。

### サマータイムレンダ2026
本編の結末において慎平とウシオの活躍によって歴史が書き換えられた、エピローグ後の世界を描く後日譚。本編では仇役であったハイネの生まれ変わりである東京大学の学生、南方波稲と、本編最終回に登場した劇中小説『サマータイムレンダ』の作者となった登場人物、南方ひづるの活躍を描く。
本編テレビアニメ版の放送開始と同時の2022年4月14日および15日に、原作者の田中による前後編の漫画『サマータイムレンダ2026 未然事故物件』が『少年ジャンプ+』に掲載され、全1巻の単行本がジャンプコミックスより発売された。また、半田畔による小説『サマータイムレンダ2026 小説家・南雲竜之介の異聞百景』がジャンプ ジェイ ブックスより2022年10月4日に発売された。

## 書誌情報
各巻にはサブタイトルがつけられている。これらのサブタイトルはテレビアニメ版の各話サブタイトルにも反映された。
- 田中靖規 『サマータイムレンダ』 集英社〈ジャンプ・コミックス〉、全13巻
  1. 「漂着」、2018年2月2日発売[集 2]、ISBN 978-4-08-881339-4
  2. 「渦」、2018年6月4日発売[集 3]、ISBN 978-4-08-881554-1
  3. 「軌道共鳴」、2018年9月4日発売[集 4]、ISBN 978-4-08-881606-7
  4. 「仇敵」、2018年12月4日発売[集 5]、ISBN 978-4-08-881654-8
  5. 「メメント」、2019年2月4日発売[集 6]、ISBN 978-4-08-881753-8
  6. 「血の夜」、2019年5月2日発売[集 7]、ISBN 978-4-08-881837-5
  7. 「to be/not to be」、2019年8月2日発売[集 8]、ISBN 978-4-08-882024-8
  8. 「ライツ カメラ アクション」、2019年10月4日発売[集 9]、ISBN 978-4-08-882126-9
  9. 「対面」、2020年1月4日発売[集 10]、ISBN 978-4-08-882191-7
  10. 「メイド イン ブラック」、2020年5月13日発売[集 11]、ISBN 978-4-08-882291-4
  11. 「All is not lost.」、2020年8月4日発売[集 12]、ISBN 978-4-08-882403-1
  12. 「帰還」、2020年11月4日発売[集 13]、ISBN 978-4-08-882513-7
  13. 「ただいま」、2021年4月2日発売[集 14]、ISBN 978-4-08-882612-7
- 田中靖規「サマータイムレンダ 1〜3巻セット」、2022年3月3日発売[集 15]、ISBN 978-4-08-883030-8
- 田中靖規『サマータイムレンダ2026 未然事故物件』 集英社〈ジャンプ・コミックス〉、2022年7月4日発売[集 16]、ISBN 978-4-08-883189-3

## テレビアニメ
2022年4月から9月までTOKYO MXほかにて連続2クール・全25話で放送された。

### スタッフ
- 原作 - 田中靖規[48]
- 監督 - 渡辺歩[48]
- 副監督 - 中野悟史[49]
- シリーズ構成・脚本 - 瀬古浩司[48]
- キャラクターデザイン - 松元美季[48]
- メインアニメーター - 為水正太郎
- プロップデザイン - 松尾優希、佐藤和巳（第1-14、16話-）
- 色彩設計 - 秋元由紀[49]
- 美術監督 - 赤坂杏奈、畠山佑貴[49]
- 美術設定 - 多田周平[49]、綱頭瑛子、滝沢麻菜美、斉婉延（第4-8、10-14、16話-）
- 撮影監督 - 木村俊也[49]
- CGディレクター - 小出秀治
- 編集 - 小島俊彦[49]
- 音響監督 - 小泉紀介[49]
- 音楽 - 岡部啓一、高田龍一、帆足圭吾[48]
- 音楽プロデューサー - 大隅啓良
- プロデューサー - 松﨑友貴、下里悟、倉島真由実、吹野史斉、北澤史隆、外川明宏、野瀬和也
- アニメーションプロデューサー - 児島宏明[49]
- アニメーション制作 - OLM TEAM KOJIMA[49]
- 制作 - 小学館集英社プロダクション
- 製作 - サマータイムレンダ製作委員会

### 主題歌
「星が泳ぐ」
マカロニえんぴつによる第1クールオープニングテーマ。作詞・作曲ははっとり、編曲はマカロニえんぴつ。
「回夏」
cadodeによる第1クールエンディングテーマ。作詞はkoshi、作曲・編曲はeba。
「夏夢ノイジー」
亜咲花による第2クールオープニングテーマ。作詞・作曲は志倉千代丸、編曲は悠木真一。
第24話では、物語の黒幕であるシデとの戦いに決着がつく場面で挿入歌として流れる。この場面の挿入歌として流れることは、曲の発注段階から既に決まっていたとされ、本編の内容に関連したキーワードを盛り込んだバトル曲として作詞作曲されている。志倉に作詞作曲を依頼したのは原作者である田中の要望で、志倉が原作や主題歌を手掛けた『STEINS;GATE』のテレビアニメ版第23話で、同作の原作ゲーム版の主題歌「スカイクラッドの観測者」が流れる演出を意識した指名であったとされる。
「失恋ソング沢山聴いて 泣いてばかりの私はもう。」
りりあ。による第2クールエンディングテーマ。作詞・作曲はりりあ。。

### 各話リスト
| 話数 | サブタイトル             | 絵コンテ | 演出     | 作画監督 | 総作画監督                                 | 初放送日       |
| ---- | ------------------------ | -------- | -------- | --- | ------------------------------------------ | -------------- |
| #1   | さよなら夏の日           | 渡辺歩   | 松田真路 | 西村広 稲手遥香 佐藤義久 | 松元美季                                   | 2022年 4月15日 |
| #2   | 影                       | 山元隼一 | 山元隼一 | 迫江沙羅 西村広 | 烏宏明                                     | 4月22日        |
| #3   | 漂着                     | 待田町子 | 石田暢   | 飯田清貴 西田美弥子 橋本治奈 | 髙田晴仁 松元美季 烏宏明                   | 4月29日        |
| #4   | 未視感                   | 愛敬亮太 | 山本隆太 | 阿見圭之介 宮崎麻美 楠木智子 | 辻雅俊                                     | 5月6日         |
| #5   | 渦                       | 渡辺歩   | 松田真路 | 佐藤義久 橋本治奈 稲手遥香 吉野彰敏 二宮奈那子 | 松元美季 烏宏明 辻雅俊                     | 5月13日        |
| #6   | 軌道共鳴                 | 金子伸吾 | 木村佳嗣 | 本吉晃子 西村広 土方友希 萩原正人 | 松元美季 烏宏明 髙田晴仁                   | 5月20日        |
| #7   | 仇敵                     | 菅原美幸 | 播摩優   | 菅原美幸 萩原正人 西村広 吉野彰敏 佐藤義久 阿見圭之介 チャ ミョンジュン ク ジャチョン                                                                                             | 松元美季 烏宏明 髙田晴仁 菅原美幸          | 5月27日        |
| #8   | メメント                 | 筆坂明規 | 萩原悠里 | Lee Haneul Seo Seunghye Kim Gwangu Kim Jina Suh Jeonga | 松元美季 烏宏明 髙田晴仁                   | 6月3日         |
| #9   | 流れよ我が涙             | 井上圭介 | おゆなむ | Kim.S Kim.J.W Park.S.H Lim.S.K Lee.B.S 金正男 韓承熙 小林一三 金元会 Dogwood 黒染                                                                                                 | 松元美季 烏宏明 髙田晴仁 辻雅俊 佐藤義久   | 6月10日        |
| #10  | 闇の中へ                 | 山元隼一 | 山元隼一 | 迫江沙羅 白原継実 | 松元美季 烏宏明 髙田晴仁 辻雅俊            | 6月17日        |
| #11  | 食餌の時間               | 誌村宏明 | 石田暢   | 桜井木ノ実 飯飼一幸 服部益美 南伸一郎 杜伟峰 魏旭龍 陈亮 | 松元美季 烏宏明 髙田晴仁 佐藤義久 菅原美幸 | 6月24日        |
| #12  | 血の夜                   | 小島正士 | 四宮春   | 稲手遥香 橋本治奈 吉野彰敏 本吉晃子 西村広 Song Hyeon-ju Han Eun-mi Park Song-hwa Choi Eun-yeong                                                                                  | 松元美季 烏宏明 髙田晴仁 辻雅俊            | 7月1日         |
| #13  | トモダチ                 | 境隼人   | 境隼人   | 佐伯直実 日下部智津子 | 辻雅俊                                     | 7月8日         |
| #14  | to be/not to be          | 渡部穏寛 | 減辺千伽 | 宇都木勇 桜井木の実 南伸一郎 Studio MarBean 日影工房 | 松元美季 烏宏明 髙田晴仁 福地純平          | 7月15日        |
| #15  | ライツ カメラ アクション | 矢嶋哲生 | 矢嶋哲生 | 西谷泰史 | -                                          | 7月22日        |
| #16  | オリジナル               | 小沢蟹   | 木村佳嗣 | White Line | 辻雅俊 髙田晴仁                            | 7月29日        |
| #17  | 決断                     | 徳永竜志 | 田尻賀子 | 桜井このみ 李望斌 | 松元美季 烏宏明 髙田晴仁 福地純平          | 8月5日         |
| #18  | 対面                     | 山元隼一 | 山元隼一 | 本吉晃子 橋本治奈 吉野彰敏 稲手遥香 岩畑剛一 北田久登 Song Hyeon-ju Han Eun-mi | 松元美季 烏宏明 髙田晴仁                   | 8月12日        |
| #19  | メイドインブラック       | 筆坂明規 | 石田暢   | 迫江沙羅 白原継実 秦洋美 | 松元美季 烏宏明                            | 8月19日        |
| #20  | All is (not) lost.       | 菅原美幸 | 播摩優   | 西村広 新村香奈 森川侑紀 吉野彰敏 | 松元美季 烏宏明 髙田晴仁 菅原美幸          | 8月26日        |
| #21  | 網代慎平の一番長い日     | 大島克也 | 大島克也 | 石丸史典 元吉晃子 小川茜 稲手遥香 | 松元美季 烏宏明 髙田晴仁                   | 9月2日         |
| #22  | 帰還                     | 渡部穏寛 | おゆなむ | S.Kim J.W.Kim Y.S.Kwon B.S.Lee Shin Jae Eun 櫻井拓郎 小林一三 金正男 韓承熙 金元会 ジョン ヨンフン キム キョンウン シン ヨンスン 呉賢景 亮点動画 長城動画 暁 AAA BIG OWL グレーン | 松元美季 烏宏明 髙田晴仁 福地純平          | 9月9日         |
| #23  | 常夜                     | 上田華子 | 上田華子 | 佐藤義久 西村広 橋本治奈 皆川愛香利 森川侑紀 大釜沙也佳 迫江沙羅 佐伯直実 | 烏宏明 菅原美幸 髙田晴仁 松元美季          | 9月16日        |
| #24  | Summertime re-rendering  | 矢嶋哲生 | 四ノ宮春 | 石丸史典 本吉晃子 小川茜 稲手遥香 難波功 鳥井隼人 朱世桀 嶋崎耕平 田島瑞穂 川畑えるきん 新村香奈 ウィリアム・リー ソン ヒュンジュ ハン ウンミ イ ドンフン チェ ウンヨン           | 松元美季 烏宏明 髙田晴仁                   | 9月23日        |
| #25  | 「ただいま」             | 渡辺歩   | 前屋俊広 | 松田真路 福永なぎさ 日浦玲奈 西村広 橋本治奈 菅原美幸 上田華子 森川侑紀 福地純平 新村香奈 本吉晃子                                                                                | 松元美季 烏宏明 髙田晴仁 中野悟史 辻雅俊   | 9月30日        |

### 放送局
| 放送期間                      | 放送時間                     | 放送局       | 対象地域   | 備考                  |
| ----------------------------- | ---------------------------- | ------------ | ---------- | --------------------- |
| 2022年4月15日 - 9月30日       | 金曜 0:00 - 0:30（木曜深夜） | TOKYO MX     | 東京都     | 製作参加 / 字幕放送   |
|                               |                              | BS11         | 日本全域   | BS放送 / 『ANIME+』枠 |
|                               | 金曜 2:55 - 3:25（木曜深夜） | 関西テレビ   | 近畿広域圏 |                       |
| 2022年4月16日 - 10月1日       | 土曜 20:00 - 20:30           | アニマックス | 日本全域   | BS/CS放送             |
| 2022年4月19日 - 10月4日       | 火曜 1:00 - 1:30（月曜深夜） | J:テレ       | 日本国内   | CATV / 『アニおび』枠 |
| 2022年4月21日 - 10月6日       | 木曜 1:40 - 2:10（水曜深夜） | 九州朝日放送 | 福岡県     | [ 59 ]                |
| 2022年8月14日 - 2023年2月12日 | 日曜 1:28 - 1:58（土曜深夜） | 長崎放送     | 長崎県     | [ 60 ]                |

インターネットでは当初Disney+およびTVerのみ配信だったが、2022年11月15日にそれ以外のサイトでも配信されるようになった。

### Webラジオ
サマータイムレンダ Radio
2022年4月12日から同年9月27日まで、隔週火曜日の19:00 - 19:30（JST）に超!A&G+より配信された。パーソナリティーは小舟潮役の永瀬アンナと小舟澪役の白砂沙帆。YouTubeジャンプチャンネルでもアーカイブが配信される。
サマータイムレンダ Radio〜Another Horizon〜
ゲーム『サマータイムレンダ Another Horizon』の発売を記念し、2022年12月23日と2023年1月26日の計2回にわたって特別番組がYouTubeチャンネル「サマータイムレンダ+ GAME MUSIC VIDEO」より配信される。パーソナリティーは引き続き、小舟潮役の永瀬アンナと小舟澪役の白砂沙帆が担当。

## ゲーム
サマータイムレンダ Another Horizon
Nintendo Switch、PlayStation 4用ゲームソフトとしてMAGES.より2023年1月26日発売。ジャンルはタイムリープアドベンチャーゲーム。

### ゲーム版の登場人物
小弓場 かおり（こゆば かおり）
声 - 小倉唯
国民的アイドル。幼少期まで日都ヶ島で暮らしていたが、親の仕事の都合で東京へ移住。
ゲーム版のオリジナルキャラクターという位置づけだが、原作者の田中によると、本編で1日目の夜に凸村が読んでいた雑誌の表紙に掲載されているグラビアアイドルが彼女であるとされ、原作やテレビアニメ版でも名前の一部や目鼻立ちが確認できる描写がされている

### 主題歌
オープニングテーマ「橙火」
歌 - 亜咲花
エンディングテーマ「さかいめだらけ」
歌 - cadode